# Downhill (ciclismo)
Proteções necessárias:
- Capacete integral;
- Colete de proteção;
- Cotoveleiras;
- Joelheiras;
- Luvas integrais.

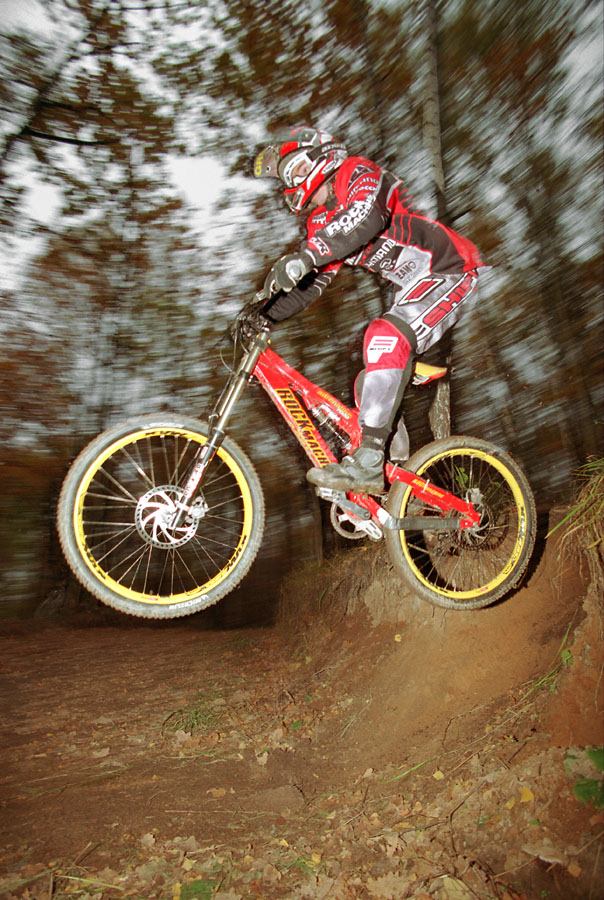
Downhill Mountain Biking.

Downhill é uma forma do ciclismo que consiste em descer o mais rapidamente possível um dado percurso. Uma modalidade do mountain bike nascida na Califórnia na segunda metade da década de 1970. Em Portugal, a modalidade teve a sua origem em Porto de Mós (Leiria) e desde então tem se expandido a todo o país. Ciclistas hippies da época, cansados do uso da bicicleta somente no asfalto, se encontravam nas montanhas de Marin County, perto de São Francisco, Califórnia, para descer montanha abaixo. Para isso, eles utilizavam bikes tipo cruiser (muitas delas da marca Schwinn) e as adaptavam para o uso fora de estrada, utilizando pneus mais largos e travões mais potentes. Entre estes pioneiros do MTB estavam nomes como Gary Fischer, Tom Ritchey, Joe Breeze, Charlie Kelly entre outros. Hoje em dia, todos eles são empresários da indústria do Mountain Bike. O DH foi então a primeira modalidade do MTB a ser praticada.

## Evolução
As competições de downhill são recentes, que teve seu primeiro Campeonato Mundial realizado no Colorado (EUA), em 1990, e vencido pelo norte-americano Greg Herbold. No Brasil, as primeiras competições datam de 1991 e eram praticadas com bicicletas para o Cross Country (modalidade, na época, muito mais difundida que o DH). As pistas eram verdadeiros estradões de terra, com trilhas abertas sem grandes obstáculos onde se priorizava a velocidade. Com o tempo, essas pistas foram se tornando mais técnicas com a inclusão de single tracks (trilhas estreitas), pedras, drop-off (degraus altos), gaps (vãos a serem transpostos) e duplos (obstáculo composto de rampa de lançamento e rampa de recepção com um vão entre elas), ou mesas (o mesmo que o duplo, entretanto com o vão preenchido). Fazem parte das dificuldades que também aguçam a técnica do piloto, raízes, valas, erosões e a lama. Estas dificuldades acabaram por desenvolver tecnologicamente a bicicleta e os equipamentos de proteções.

### Downhill Urbano
O chamado Downhill Urbano, ou DHU, é uma variante do Downhill disputada dentro de cidades que são privilegiadas com um relevo acidentado. Assim, os circuitos combinam obstáculos naturais e artificiais, como rampas, muros e escadarias.
A migração do evento em circuitos com pista de terra para o asfalto serviu para divulgar melhor o desporto, pois o público passou a acompanhá-lo mais de perto, interagindo mais com a prova, o que consequentemente atraiu a atenção de mais pilotos e da imprensa mundial.
O Lisboa Downtown, disputado em Portugal, foi o primeiro evento de Downhill realizado em uma área urbana. Em 2003, o Brasil tornou-se o segundo país a realizar provas oficiais de Downhill Urbano, quando aconteceu a primeira edição da Descida das Escadas de Santos.
Em 2014, as provas de Downhill Urbano ganharam o primeiro circuito mundial, chamado de City Downhill World Tour.

#### Provas do Circuito Mundial de DHU
O City Downhill World Tour é composto, atualmente, por 4 etapas, a saber:
| Etapa | Prova                              | Local            |
| ----- | ---------------------------------- | ---------------- |
| 1     | Descida das Escadas de Santos      | Santos-SP        |
| 2     | Red Bull Valparaiso Cerro Abajo    | Valparaíso       |
| 3     | Bratislava Citydownhill            | Bratislava       |
| 4     | TAxco International Urban Downhill | Cidade do México |

## Prática
Os desportistas desta modalidade usam várias proteções, pois as quedas em Downhill não são pequenas e podem se machucar facilmente. Usam capacete com proteção para o queixo e pescoço, caneleiras próprias da modalidade, joelheiras, muitas vezes em conjunto com as caneleiras, cotoveleiras e proteções do peito e costas. 

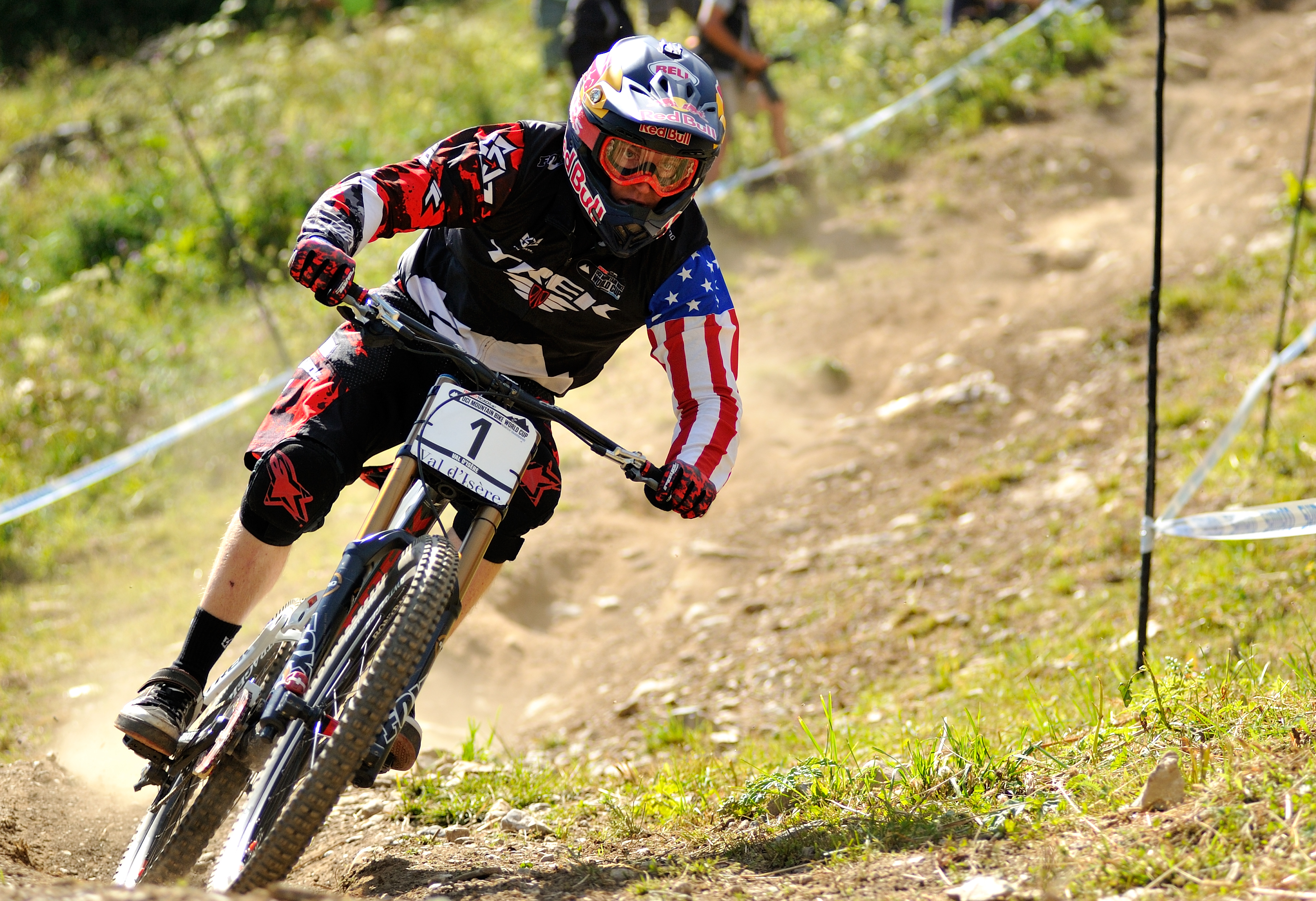
Aaron Gwin campeão mundial de DownHill 2012

Pode-se usar óculos de proteção, pois podem saltar pedras para o rosto ou, com a velocidade de descida, os olhos começarem a lacrimejar devido ao vento que bate de frente e com força e isso afetaria na velocidade de reação visto que teriam uma visão reduzida devido às lágrimas.
Neste esporte é necessária muita técnica em descidas, saltos e pisos irregulares assim como uma elevada velocidade de e capacidade de concentração.
Para se ser um bom praticante de Downhill é necessário ter uma excelente forma física. Não é necessário apenas saber descer; visto que em muitas pistas de Downhill o atleta tem de passar por umas quantas subidas. Deve-se treinar sprints que são muito úteis em zonas mais fáceis de um percurso de Downhill assim como se deve treinar a resistência, necessária a qualquer modalidade do ciclismo. Para poder chegar longe nesta modalidade os ciclistas antes de realizar os percursos devem estar relaxados, e nunca podem estar tensos, inclinando sempre o tronco para trás para uma melhor aderência ao percurso podendo evitar uma queda para a frente

### Bicicleta
Atualmente não se pensa em praticar downhill, principalmente em competições, sem uma bike com um quadro preparado para aguentar grandes impactos, com suspensões de no mínimo 180mm de curso tanto na roda traseira como na dianteira, travão de disco de acionamento hidráulico (Liquido de travão, invés de cabos de aço) e pneus largos com compostos macios para maior aderência ao terreno. Aliás, o desenho dos pneus difere conforme o terreno a ser utilizado, como terreno seco ou molhado/lama. Além disso, na bicicleta de DH não existe o câmbio dianteiro. No seu lugar é instalado uma guia de corrente, que tem a missão de manter a transmissão funcionando apesar de todas as trepidações que a pista transmite à bike. A geometria e posição do quadro da bike relativamente ao chão também difere das de outras modalidades. Esta por ter o a suspensão da frente mais alta tem uma certa inclinação para trás, o que também ajuda nos trilhos, pois estes são sempre com inclinações muito acentuadas, e esta inclinação do quadro faz com que o ciclista tenha menos probabilidades de cair para frente.

## O futuro
A bicicleta de downhill exige o maior desenvolvimento tecnológico dentre todas as modalidades do ciclismo tendo em média de 20 kg, podendo variar de 16,5 kg a 23 kg e este é um dos responsáveis pelo fascínio que este esporte causa nas pessoas. Hoje em dia estuda-se a geometria do quadro, materiais e ligas mais leves e resistentes, controle de curso de suspensões através de ar ou óleo, travões de accionamento hidráulico com regulagens de modulação(travão mais progressivo ou mais "estanque"), etc. Atualmente, as indústrias estão entrando numa nova era com estudos a fim de eliminar o câmbio traseiro (muito susceptível a falhas). A Honda (empresa japonesa de carros e motos) tem um protótipo iron horse (RN-01) que compete em todo o circuito internacional onde o grande diferencial é o sistema de marchas internas localizado no centro do quadro (Gear Box). Outras empresas, como a Hayes (travões), B-one e GT também começam a pesquisar e desenvolver esta tecnologia.